# Gilles II de Trazegnies
Ne doit pas être confondu avec Gilles de Trazegnies dit le Brun.
Gilles II de Trazegnies de Silly (v.1174-1204), en qualité de connétable de Flandre, il accompagne le comte de Hainaut à la quatrième croisade. Cependant il emprunte un itinéraire distinct, traversant la France et l'Italie. Arrivé à Plaisance, il trouve des messagers de Baudouin VI de Hainaut qui lui enjoignent de le rejoindre à Venise, mais Gilles préfère s'embarquer à Brindisi et gagner directement la Terre sainte, ce que Geoffroi de Villehardouin considère comme une défection. Il est tué par les Turcomans au combat de Ribla sur l'Oronte alors qu'il part secourir le prince d'Antioche, Bohémond IV. Dès 1199, on rencontre déjà son sceau. Le fait pour les Trazegnies de posséder un sceau du type héraldique appartenant encore au XIIe siècle doit être signalé comme rarissime.

### Articles connexes

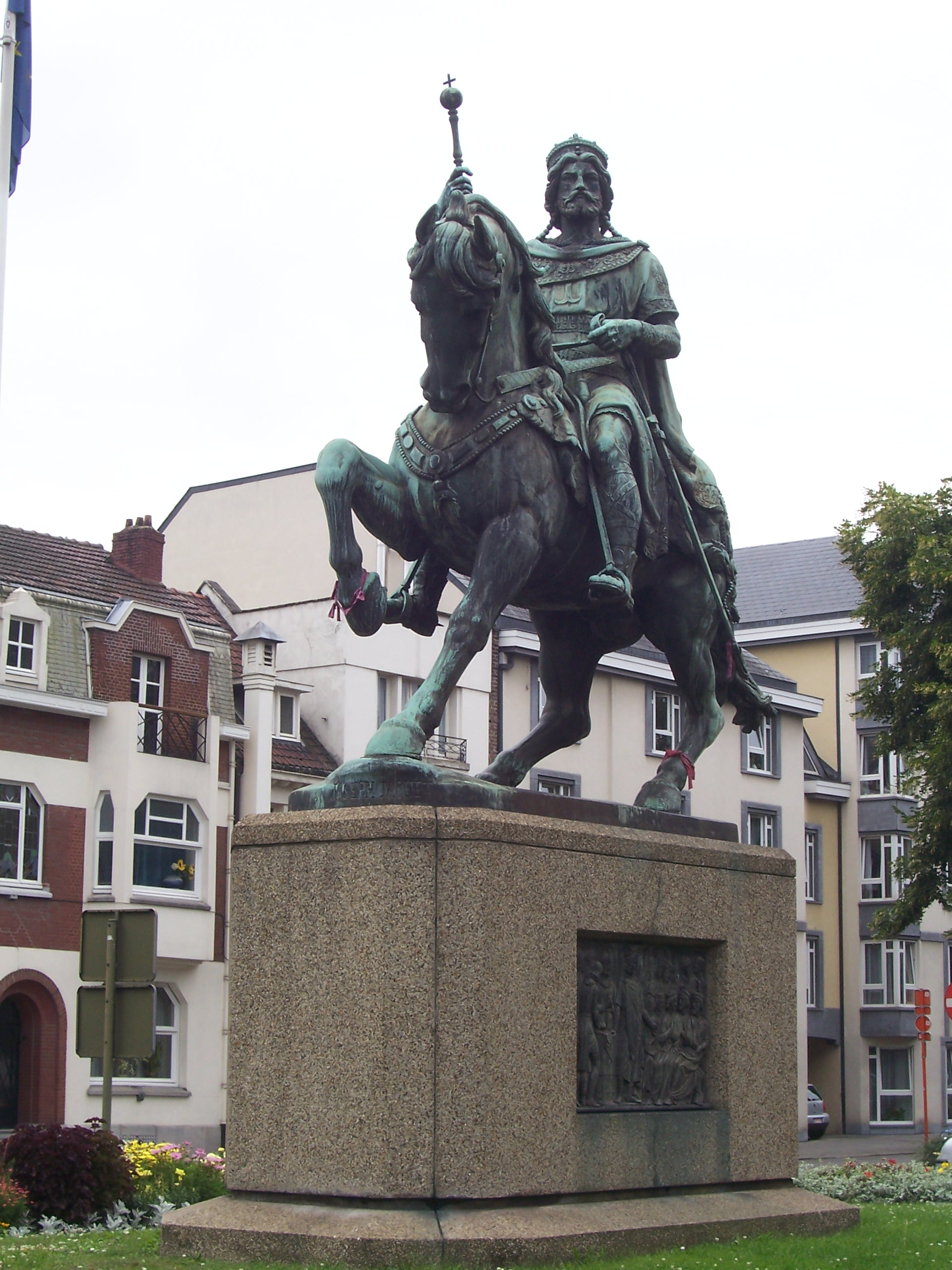
Statue élevée en 1868 en l'honneur de Baudouin de Constantinople à Mons.

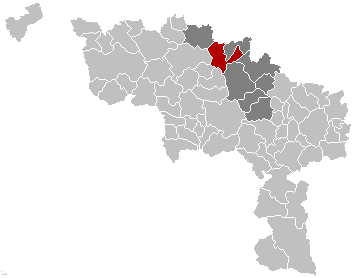
Silly (Belgique) Hainaut.

## Généalogie
Il est le fils de :

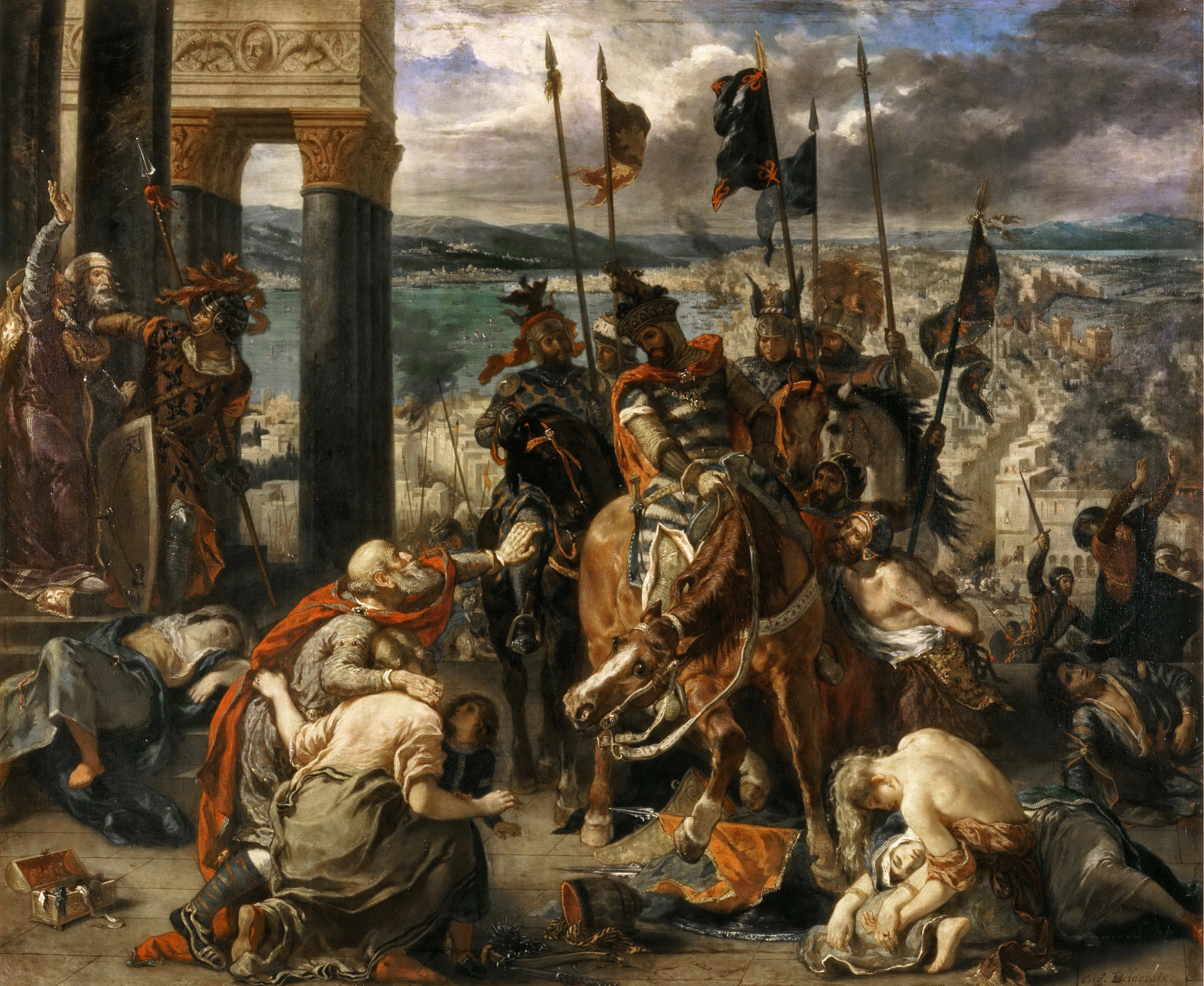
L'entrée des croisés à Constantinople - Quatrième croisade.

- Othon II de Trazegnies C'est en son honneur que fut donné, en août 1170, un tournoi à Trazegnies; c'est lui également qui rapporta un morceau de la Vraie Croix des Croisades en 1187; Il fut tué devant Saint-Jean-d'Acre à son second voyage en Terre sainte en 1192. Il fut un des chevaliers les plus accomplis de son temps. (v.1150 - † 1192) - Troisième croisade †

et le petit-fils de
- Gilles Ier († 1161).

Il a au moins deux fils :
- Othon III de Trazegnies (v. 1198 - † v.1241)
- Gilles le Brun (° 1199 - † 1276) conseiller et connétable du roi Saint-Louis en 1250 - Septième et Huitième croisade

Il a également un frère
- Siger « Pesteaus » qui l'accompagna à la quatrième croisade, mais rallia le camp flamand à Venise. Fait prisonnier à Andrinople (en même temps que Baudouin, devenu empereur de Constantinople), il put obtenir sa libération et revint en Occident avec le roi de Portugal qu'il aida ensuite dans sa croisade contre les Maures au Maroc.

## Armes
bandé d'azur et d'or à la bordure engrêlée de gueules.
- Othon II de Trazegnies 
Seigneur de Trazegnies
(v.1150-1192)
 Troisième croisade †
- Gilles II 
Seigneur de Trazegnies
Connétable de Flandres
(v.1174-1204)
 Quatrième croisade †
- Othon III de Trazegnies 
Seigneur de Trazegnies
(v. 1198 - † v.1241)
 Marmande
 1219
- Gilles le Brun 
 Connétable de France à partir de 1250
(1199-1276)
 Septième et Huitième croisade

Othon II de Trazegnies Seigneur de Trazegnies (v.1150-1192) Troisième croisade †
Gilles II Seigneur de Trazegnies Connétable de Flandres (v.1174-1204) Quatrième croisade †
Othon III de Trazegnies Seigneur de Trazegnies (v. 1198 - † v.1241) Marmande 1219
Gilles le Brun Connétable de France à partir de 1250 (1199-1276) Septième et Huitième croisade

À noter : L'ombre de lion, qui charge cet écu actuellement encore, ne s'est ajoutée qu'en 1374, dans le blason d'Oste de Trazegnies. C'était la première fois que l'on employait semblable meuble héraldique ; l'ombre de lion est donc d'origine hennuyère.